# 和周波発生
和周波発生（わしゅうははっせい、英語: Sum-frequency generation）とは非線形光学現象の一種。

## 概要
位相整合条件下で、異なる複数の周波数の入射光によって、それらのいずれとも異なる結合周波数の光を物質から発生する現象。量子力学的には、和周波発生は周波数{\displaystyle \omega _{1}}と{\displaystyle \omega _{2}}とした場合、二つの光子が消滅することにより、生じる一つの光子の和周波数{\displaystyle \omega _{3}}は以下の式で示される。
{\displaystyle \omega _{3}=\omega _{1}+\omega _{2}}
和周波光は赤外域レーザー光の振動数と観測表面の分子の振動数が一致する時に発生する。

## 応用例
顕微鏡
非線形光学現象は表面選択性を有するので線形光学応答を観測する従来の光学顕微鏡とは異なる像が得られる。
分光計
高い界面選択性があり、薄膜などの単分子層を測定可能。